# Den rasande Roland

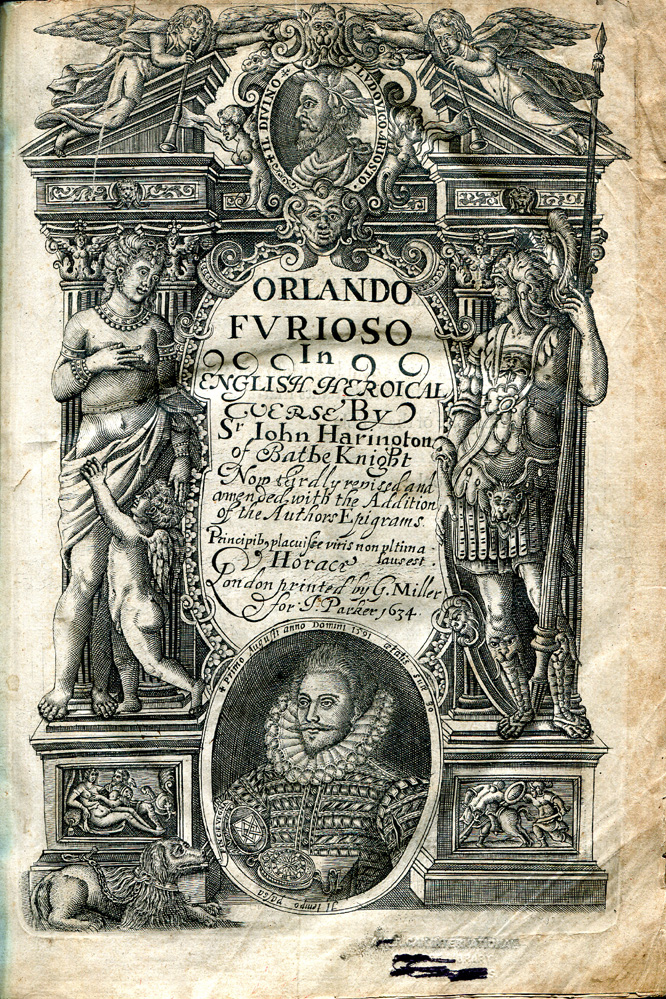
Försättsbladet till tredje upplagan av John Haringtons engelska översättning av Orlando Furioso, 1634.

Den rasande Roland (Orlando furioso) är ett skönlitterärt verk av den italienske renässansskalden Ludovico Ariosto. Verket är ett av de mest spridda av renässansens diktverk. Ariosto arbetade på sitt epos från år 1505 och utgav en första version år 1516 i Ferrara. Två ytterligare omarbetade och utökade versioner utkom åren 1521 och 1532. 

## Handling
Huvudpersonen är riddaren Roland, som första gången besjöngs i den medeltida franska Rolandssången på 1100-talet. Ariostos skildring är en direkt fortsättning på Matteo Maria Boiardos Orlando innamorato (Den förälskade Roland), men har fått långt större spridning och berömmelse. På versmåttet ottava rima skildras Rolands otaliga, fantasifyllda strapatser för att finna sin älskade Angelika.
Diktens tre huvudsakliga ämnen är Rolands kärlek till Angelika, striderna omkring Paris mellan kristna och saracener, samt Rudigers och Bradamantes historia, vilken ger diktaren en anledning att förhärliga huset Este. Det hela fortgår inte efter en sträng plan, utan är en tjusande skog där man går vilse, paradisiska labyrinter vilka stundom lämnar en öppen utsikt över förtrollande landskap med oförvanskligt vårfriska bilder, men oaktat all fägring kan irrgångarna ibland genom inbördes likhet verka tröttande.
Bland de yppersta detaljerna i hela denna ystra framställning av irrande riddare och lockande, ofta svekfulla damer må främst nämnas skildringen av Rolands frambrytande vansinne (Tjugotredje sången), vars motsvarighet är svår att finna i världslitteraturen, liksom skildringarna av Alcinas slott, av Angelikas och Medors kärlek, av den övergivna Olimpias uppvaknande på ön, av Astolfs resa till månen och av Rodomontes uppträdande vid stormningen av Paris.

## Stil och uppbyggnad

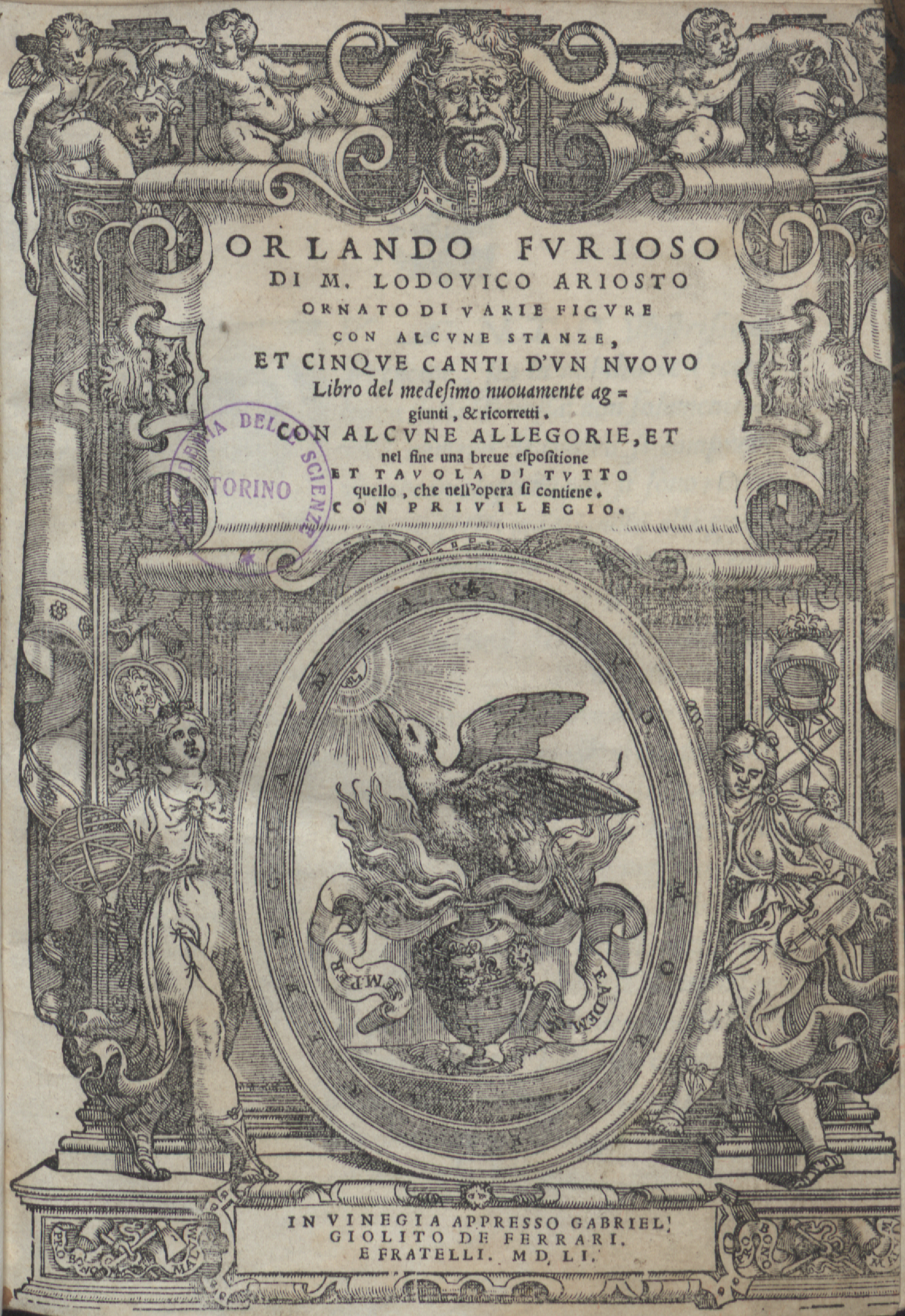
Orlando Furioso, 1551

Den rasande Roland bestod till en början av 40 cantos eller sånger, men utökades till 46 i sin sista version, med i genomsnitt 125 strofer i varje canto, vilket betyder omkring 46 000 versrader sammanlagt. 
Eposet utgår från händelser som utspelade sig på 700-talet under den medeltida frankerkungen Karl den stores epok. Det utgör en direkt fortsättning på den italienske 1400-talsskalden Boiardos Orlando innamorato (Den förälskade Roland) och förutsätter, för att rätt kunna uppskattas, kännedom om såväl den dikten som om verket Morgante av en annan italiensk 1400-talsskald, nämligen Luigi Pulci.
Men om Ariosto sålunda upptagit ett gammalt och av många andra bearbetat ämne, är han dock genom episk uppfinningsförmåga och stilens egendomliga behag fullt ursprunglig. Med lätt ironi vad gäller riddartiden för han läsaren från äventyr till äventyr, där vilda strider tecknade med avsiktlig överdrift växlar med tjusande och oftast skalkaktiga, stundom yppigt sinnliga kärleksscener.
Metern är ottava rima behandlad med ett behag som, skenbart vårdslös, i själva verket röjer ett fulländat mästerskap och ofta är en frukt av lång möda. Ariosto filade oavlåtligt på sina strofer, tills han skänkt dem den intagande smidighet de äger; en av dem sägs han ha fullständigt omarbetat inte mindre än tjugo gånger.
Vad innehållet beträffar saknar utan tvivel hans dikt strängare enhet och noggrann fördelning av ljus och skugga. Handlingen upplöser sig i en serie av händelser där hjältar och hjältinnor leds på måfå av underbara tillfälligheter. De uppträdande personerna saknar till stor del den differentiering som behövs i en framställning av bestämda, olikartade individer. Medeltidens fixerade vasallförhållanden är upplösta i enlighet med renässansens synsätt, dess idéer och modernare fantasiriktning. Gentemot en medeltida "tro, ära och kärlek" intar skalden en skälmsk misstro, eller rentav otro, vilken mycket väl kan vara hans egen. 
Ariostos styrka som konstnär ligger i detaljen, inte i den ledande tanken. Ständigt avbryter diktaren sin framställning just när han spänt intresset som mest, och övergår till nya bilder för att först senare återuppta den lämnade tråden. Han tycks skämtsamt och skeptiskt avvisa varje strävan efter att uppnå en oavbruten händelseutveckling.
Upphöjda karaktärer som hos Homeros eller i Nibelungenlied finner man inte: därtill svänger här den yra fé som heter Slump alltför godtyckligt sin trollspira över ostadiga människobarn; men i stället får man graciös skälmaktighet, outtömlig uppfinningsrikedom, frisk kolorit och strofernas melodiska fägring. Och på sådant sätt blir genom fantasins yppighet den ytlige Ariosto, näst den djupe Dante, Italiens störste skald.
Tolv år efter Ariostos död utgavs ett fragment under namnet I cinque canti (De fem sångerna). Det var efterlämnat av Ariosto och tydligen avsett att utgöra en fortsättning på dikten, fast ännu i osovrad form.

## Tolkningar och påverkan
Orlando furioso är översatt till svenska av Carl Anders Kullberg ("Den rasande Roland", I-IV, 1865-70). Utdrag ur fyra av sångerna - 23, 24, 29 och 34 - i Kullbergs översättning medtogs av Lennart Breitholtz i hans antologi "Renässansens litteratur. Prosa och epik" (1963). Redaktören beklagade i förordet Kullbergs föråldrade språkdräkt men kände sig manad av akademiska skäl att ta med några prov. "Få nyöversättningar skulle vara mera välkomna", avslutade han. Sångerna som medtogs var alla bearbetade av Göran O. Eriksson.   
Boken har för övrigt gett upphov till ett flertal operor, bland annat Vivaldis Orlando Furioso och Händels Orlando. Huvudpersonens namn, liksom delar av bakgrunden, återkommer i Virginia Woolfs roman Orlando. Även Woolfs romanfigur inleder sin bana på 1500-talet.
Eposet anses också ha varit en viktig inspirationskälla för den samtida italienske renässansfursten Vicino Orsini vid anläggandet och utförandet av den manieristiska trädgården Sacro Bosco.